# Aeroportul Vilo Acuña
Aeroportul Vilo Acuña (IATA: CYO, ICAO: MUCL) este un aeroport din Municipio Especial Isla de la Juventud⁠(d), Cuba ce deservește zona Cayo Largo del Sur⁠(d).
Situat la o altitudine de 3 m, aeroportul dispune de 1 pistă. Este operat de Empresa Cubana de Aeropuertos y Servicios Aeroportuarios⁠(d).

## Infrastructură

### Piste
Aeroportul dispune de o singură pistă. Pista 12/30 are suprafața de asfalt. 